# Bibliotheca Mundi
Die Reihe Bibliotheca Mundi (Weltbibliothek) ist eine von 1920 bis 1924 mit 14 Titeln im Leipziger Insel Verlag erschienene Buchreihe, die ein Teilstück des multilingual konzipierten „Orbis Literarum“ (Welt der Literatur) bildete. Sie wurde von Stefan Zweig angeregt und herausgegeben und enthielt bis auf einen ausschließlich deutschen und einen mehrsprachigen Text nur fremdsprachige Titel.

## Ausgabeanlass

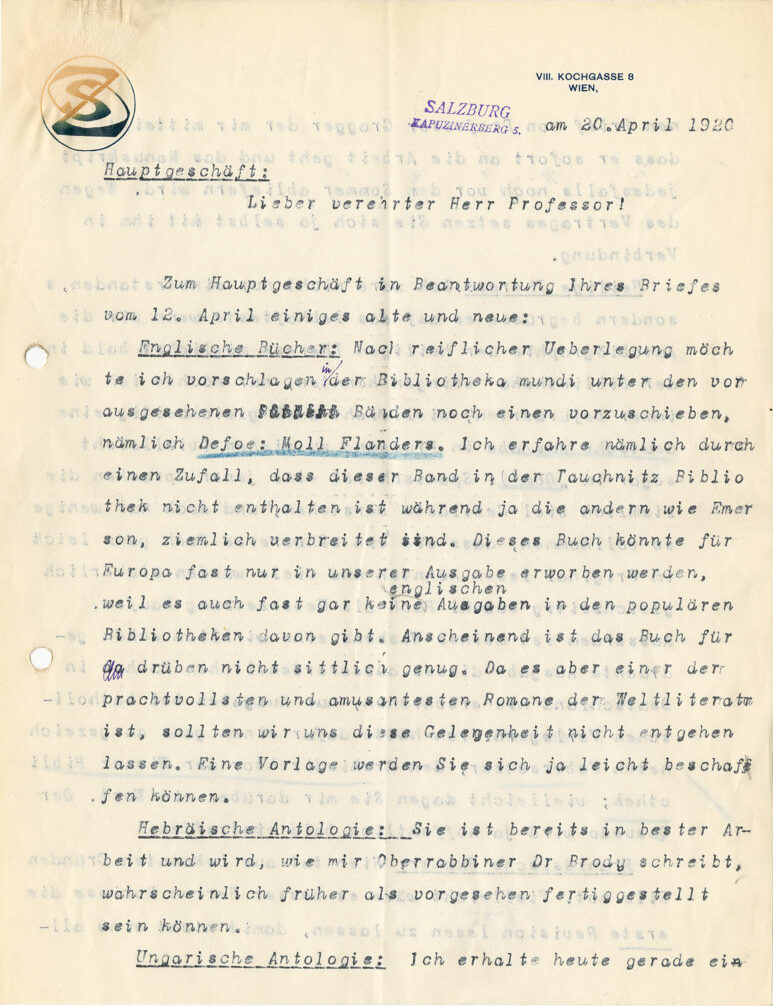
Brief Stefan Zweigs an den Verleger A. Kippenberg vom 20. April 1920 zur Arbeit an der Reihe (S. 1)

Die Idee zur Edition fremdsprachiger Literatur in den Originalsprachen im Insel Verlag stammte von dem kosmopolitisch eingestellten Verlagsautor Stefan Zweig. Dieser ging unmittelbar nach dem Ersten Weltkrieg davon aus, dass der Import ausländischer Bücher nach Deutschland zur Lektüre in der Originalfassung aufgrund der zunehmend ungünstigeren Wechselkursverhältnisse der Mark gegenüber ausländischen Währungen längerfristig erschwert sein würde. So hatte die Papiermark gegenüber der internationalen Leitwährung US-Dollar am 31. Januar 1918 die Hälfte und am 31. Januar des Folgejahres bereits drei Viertel ihres Wertes verloren. Ihr weiterer Verfall war abzusehen. Zweig entwickelte unter diesem Eindruck in einem Brief vom 27. Februar 1919 an den Verleger Anton Kippenberg seine Idee einer Buchproduktion mit ausländischen Originalwerken im Insel Verlag, womit er auch Konkurrenzunternehmen anderer Verlage zuvorkommen wollte. Diesem Vorhaben schloss sich nach anfänglichem Zögern Kippenberg an, da ihn vor allem das ökonomische Argument überzeugte. So formulierte er auch in einer späteren Verlagswerbung zur Begründung dieses Projekts, dass es

„dem gebildeten Deutschen, der noch niemals, auch nicht in den Stunden des Krieges, den geistigen Zusammenhang mit den Kulturen Europas verloren hat, fast unmöglich geworden [ist], vom Ausland Bücher zu beziehen.“

Bei einem Treffen in Leipzig im Oktober 1919 wurden die Einzelheiten des Projekts, das aus drei sich gegenseitig zum  „Orbis Literarum“ ergänzenden Buchreihen bestehen sollte, ausgearbeitet. Dabei lag der Reihencharakter für Zweig und Kippenberg in seiner Klassizität, was sich in dem Briefwechsel zwischen beiden zur Ausarbeitung des Reihenprogramms widerspiegelt. Bei dem Treffen wurden auch die notwendigen Werbemaßnahmen beschlossen. Eine erste Anzeige im Börsenblatt für den Deutschen Buchhandel noch im Jahre 1919 sollte die Aufmerksamkeit des Buchmarkts auf die geplanten Buchreihen lenken, und eine weitere vom 17. Februar 1920 das Geschäftsfeld gegenüber etwaigen mit ähnlichen Ideen konkurrierenden Verlagen abstecken. Zweig wies auch auf die Vorteilhaftigkeit von Prospektbeilagen in den Reihenwerken hin, mit denen auf alle Reihenprogramme hingewiesen wird. Auch bekannte Autoren, wie Thomas Mann, und sonstige Personen des öffentlichen Lebens wurden durch Rezensionsexemplare um entsprechende persönliche Verwendung für das Reihenprojekt in entsprechenden Publikationen gebeten. Thomas Mann kündigte daraufhin eine öffentliche Stellungnahme an, die zum Weihnachtsgeschäft 1920 in den Münchner Neuesten Nachrichten erschien. Am 15. Februar 1921 folgte ein Essay Hugo von Hofmannsthals in der Neuen Freien Presse.
Im Einzelnen: Die Reihe „Libri Librorum“ (Bücher der Bücher) würde große Werke im handlichen Format der „Großherzog Wilhelm Ernst Ausgabe“ bringen, das auch schon bei den deutschen Klassikern des Verlags erfolgreich Verwendung fand. Die auf Dünndruckpapier gedruckten Texte wären in Leinen- und Ledereinbänden lieferbar. Werke mittleren Umfangs und Gedichtanthologien sollten im Fokus der hier beschriebenen zweiten Reihe stehen, der „Bibliotheca Mundi“. Und schließlich sollte bei der Reihe „Pandora“, die kürzere Texte von ca. 6 Bogen, wie Novellen, Erzählungen, Stücke oder Gedichtzusammenstellungen präsentieren sollte, bei Ausstattung und Konzeption direkt an die schon seit 1912 mit hervorragenden Verkaufszahlen erfolgreich auf dem Markt befindliche Insel-Bücherei angeknüpft werden. Sie würde die beiden Reihen mit Büchern größeren Umfangs ergänzen und durch eigene Musterpapiere, spezielle Titelschilder sowie ein eigenes Signet auch gegenüber der IB ein eigenes Gesicht erhalten. Letztlich erreichte sie nur 52 Titel.
Im Nachgang ist freilich festzustellen, dass die von Zweig und Kippenberg erhoffte Resonanz beim Publikum bei allen drei Buchreihen weitestgehend ausblieb, was nicht nur auf die bereits im November 1923 mit der Einführung der Rentenmark erfolgreich eingeleitete Währungsstabilisierung zurückzuführen war. Vielmehr wollten die Käufer die relativ hohen Preise der Gesamtreihe nicht bezahlen und waren die ausgewählten Texte wohl nicht attraktiv genug für das Publikum oder auch zu anspruchsvoll.

## Ausgaben

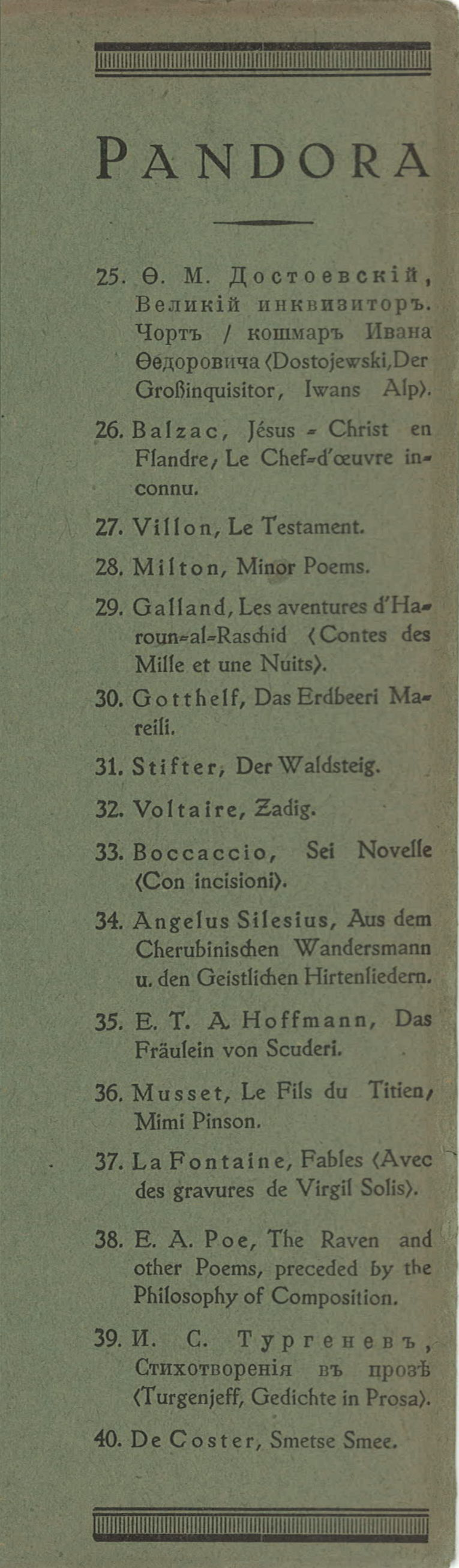
Schutzumschlag (innen)

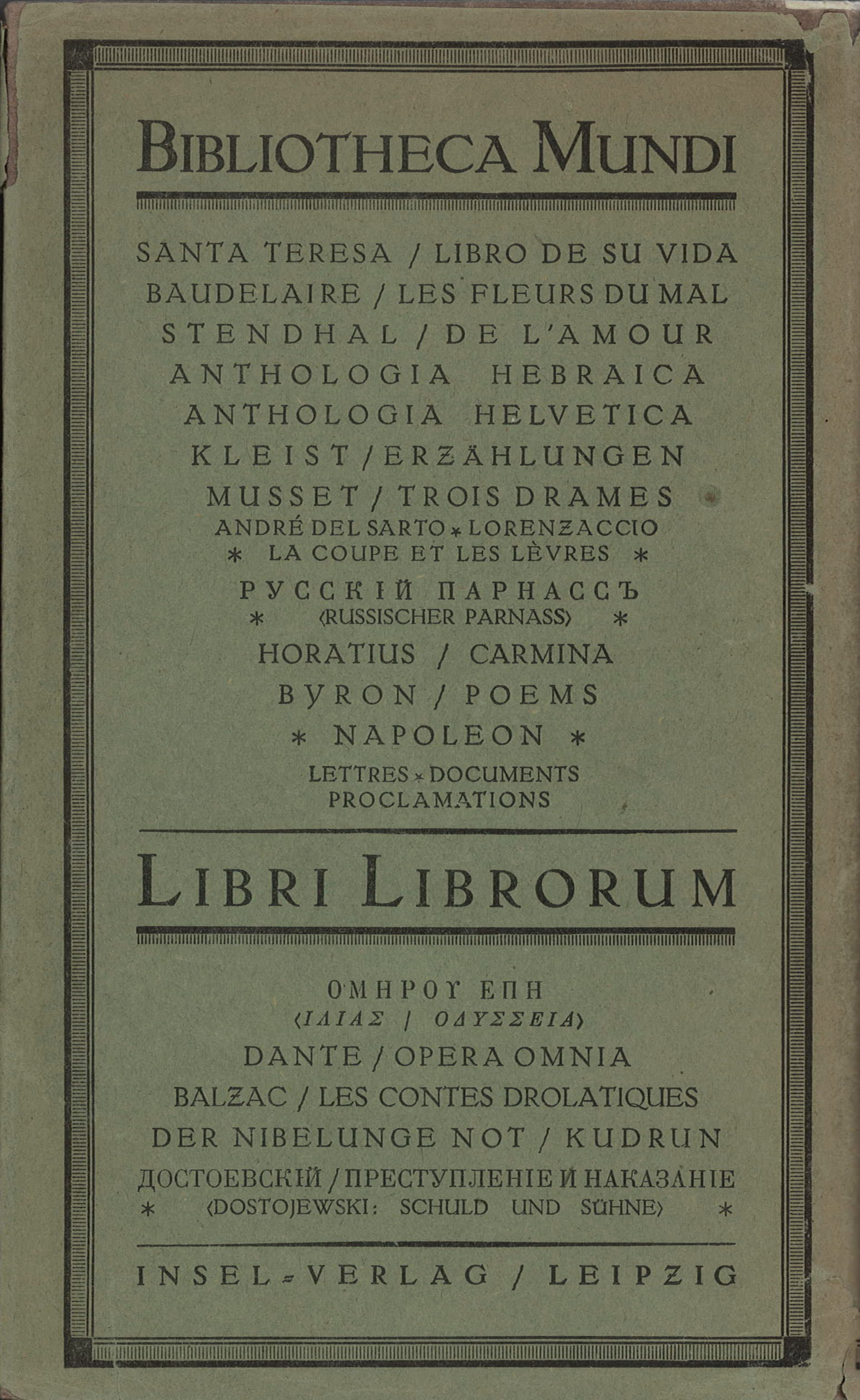
Schutzumschlag (hinten)

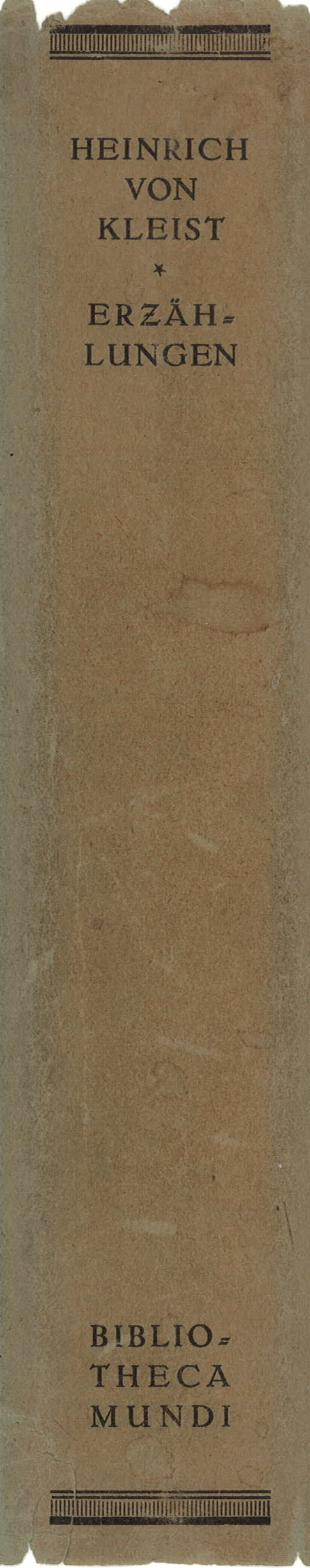
OU
(Rük-
ken)

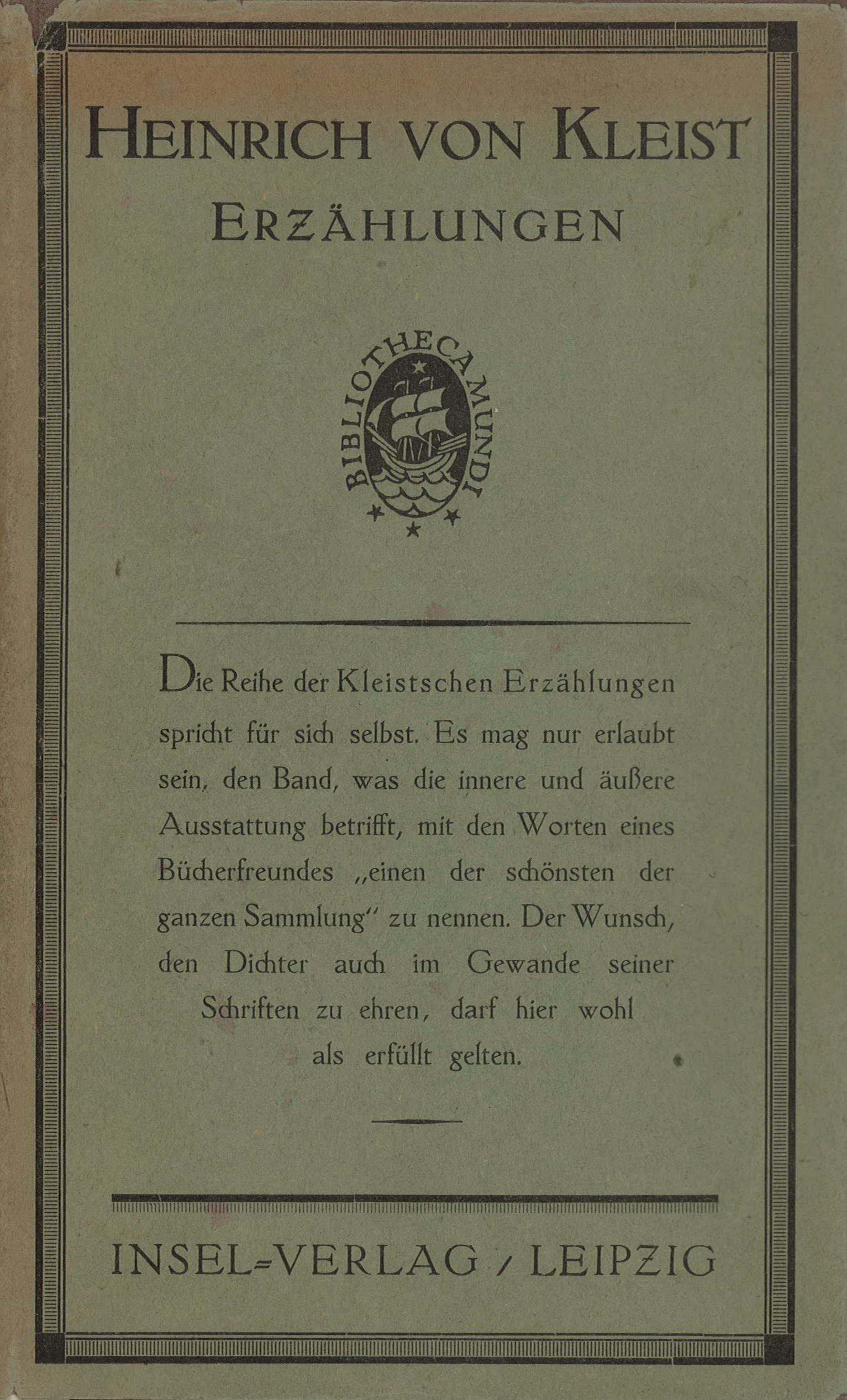
Schutzumschlag (vorn)

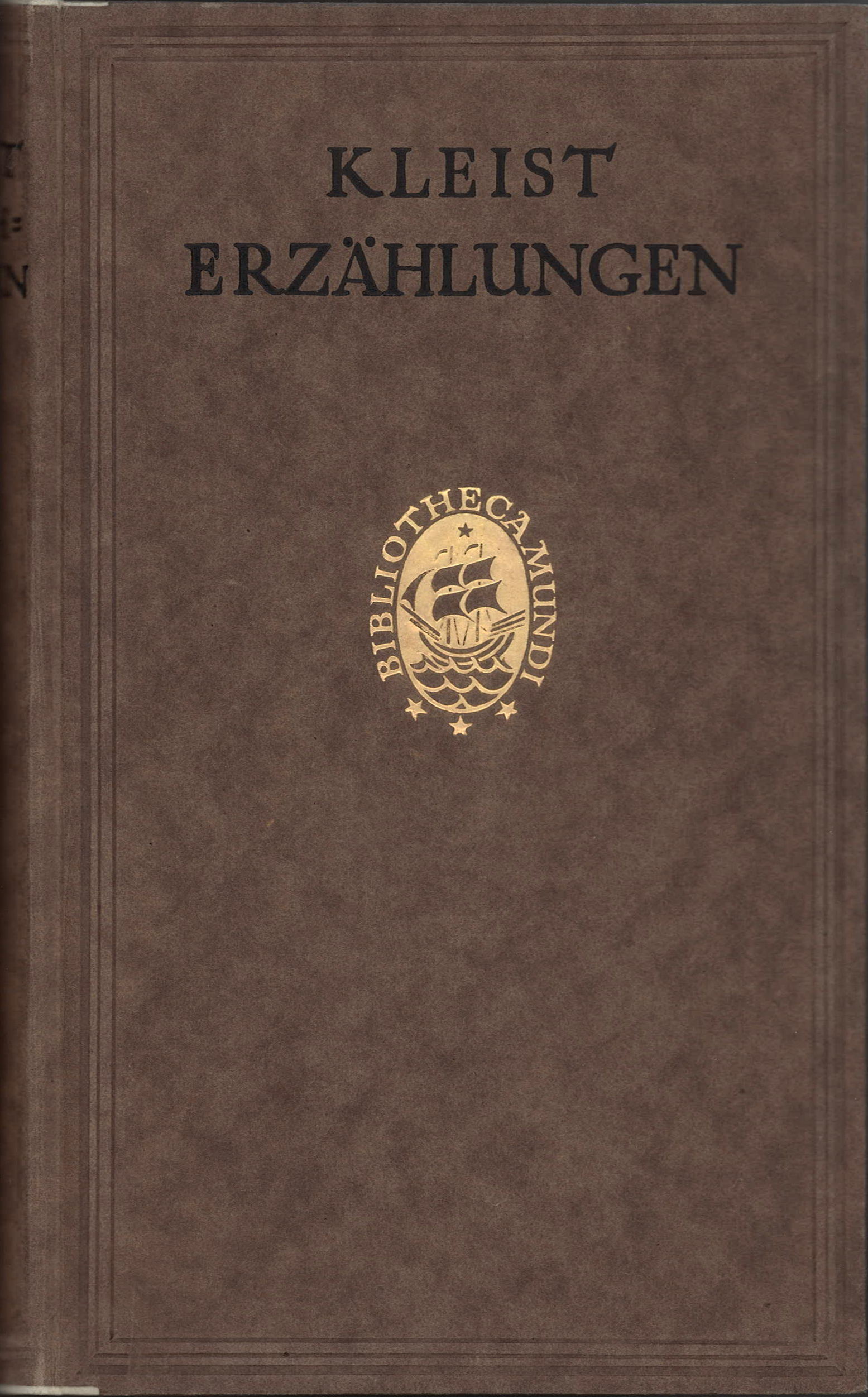
Kleist: Erzählungen, Pappband (1920)

### Ankündigung 1919 und 1920 sowie Ausgaben ab 1920
Die erste Börsenblatt-Anzeige zum „Orbis Literarum“, hier der Bibliotheca mundi, datierte vom 6. Dezember 1919. In einer mit sieben Seiten weitaus umfangreicheren zweiten Anzeige vom 17. Februar 1920, „Ausführliche Ankündigung über BIBLIOTHECA MUNDI. LIBRI LIBRORUM. PANDORA. drei einander ergänzende Sammlungen von Meisterwerken der Weltliteratur in den Ursprachen“, waren für diese Reihe zunächst 20 Titel vorgesehen. Von diesen erschienen nur neun. Nicht zur Ausgabe gelangten unter anderen Spinoza (Ethica), Balzac (Le Peau de Chagrin), Goethe (Ausgewählte Gedichte) und Schopenhauer (Aphorismen zur Lebensweisheit); dafür erschienen sechs weitere, ursprünglich nicht angekündigte Titel.

Mitte November 1920 kamen die ersten 7 Bände in einer Auflage von je 5000 Exemplaren auf den Markt: Baudelaires Les fleurs du mal, Byrons Poems, Kleists Erzählungen, Alfred de Mussets Trois Drames, der Russische Parnass (Русскiй Пapнaccъ), der Libro de su vida von Madre Teresa de Jésus und Stendhals De l’Amour. Weitere sieben Bände folgten bis 1924.
Als dauernder wissenschaftlicher Mitarbeiter zur Betreuung der Reihe in Leipzig wurde André Jolles verpflichtet. Weiter arbeiteten an den drei fremdsprachigen Projekten der Romanist Heinrich Wengler und Fritz Adolf Hünich mit.

### Sprachen
Diese Buchreihe des „Orbis Literarum“ weist die größte Vielfalt bei der Verwendung von Originalsprachen auf. Von den alten Sprachen ist zwar nur Latein vertreten, ein altgriechischer Text fehlt also. Dafür liegen Texte in den meisten der damals verbreiteten Weltsprachen, wie Englisch, Französisch, das hier mit 5 Bänden dominiert, Russisch – dieser Gedichtband wurde noch in der alten Orthographie gesetzt – und Spanisch, vor. Hinzu kommen Lyrik und Prosa, zumeist in Anthologien, in Hebräisch, Italienisch, Ungarisch und sogar Rätoromanisch, das nur noch von einem kleinen Bevölkerungsteil der Schweiz gesprochen wird. Auch ein deutscher Band mit Erzählungen fehlt nicht. Da die „Anthologia Helvetica“ mehrsprachig angelegt ist, sind trotz der vielen französischsprachigen Bände insgesamt 10 Sprachen vertreten. Folgeauflagen gab es nur von 3 Titeln: Baudelaires Erfolgstitel „Les fleurs du mal“, dem „Russischen Parnass“ und der „Anthologia Hebraica“. Der „Russische Parnass“ mag seine Abnehmer nicht zuletzt in dem recht großen Emigrantenkreis, der sich nach der Oktoberrevolution 1917 in Deutschland, vor allem Berlin, angesiedelt hatte, gefunden haben. Auf den ersten Blick erstaunlich muten die insgesamt 9000 Exemplare der „Anthologia Hebraica“ nach der zweiten Auflage an. Aber vielleicht könnte der Titel zu liturgischen Zwecken auch von Rabbinern benutzt worden sein, die die hier in punktierter Form gelieferten religiösen Texte lesen und vortragen konnten.
Laut Buchinger wird der Band sogar „in Israel bis heute nachgedruckt“.
Zweig hatte auch noch einen Band mit hundert ausgewählten Goethe-Gedichten geplant, deren Auswahl Kippenberg von den Verlagsautoren Hofmannsthal, Rilke und Ricarda Huch vornehmen lassen wollte. Aber obwohl Hofmannsthal seine Vorschläge Zweig im Juni 1920 zugeleitet hatte, ist der Band nie erschienen.

### Format und Auflagenhöhe, Ladenpreis
Die im Oktavformat (8°) gehaltene „Bibliotheca Mundi“ erschien in Erstauflagen von 5000 Exemplaren. Nur die „Anthologia Hungarica“ ging mit nur 3000 Bänden an den Start, was der vergleichsweise geringen Anzahl von ungarischen Muttersprachlern geschuldet gewesen sein dürfte. Zur Lieferbarkeit der Ausgaben siehe die unten gemachten Ausführungen zur Verlagswerbung.
Ende 1920 wurden die ersten Pappbände für 25 Mark angeboten, was etwa 1 US-$ oder 6,50 Schweizer Franken entsprach. Daneben gab es hier noch geheftete Exemplare für 18 Mark, die später nicht mehr angeboten wurden, weil davon bis Anfang 1922 „so gut wie nichts [...] verkauft“ wurde. Halblederausgaben kamen 1921 zusätzlich ins Angebot; sie kosteten laut Angaben in den Werbemitteln „Orbis literarum“ (I.V. 439) 70,– M, wobei für die Pappbände inzwischen 35,– M ausgegeben werden mussten. Nach Überwindung der Inflation kosteten die Reihenbände 1924 in Pappe 7,– und in Halbleder 10,– Reichsmark.

### Ausstattung
- Titelei

Die von den Leipziger Firmen W. Drugulin, Breitkopf & Härtel und Spamer gedruckten Bücher weisen ein rot/schwarzes Titelblatt auf. Der Schmutztitel ist mit dem Reihennamen und dem allgemeinen Verlagssignet des Insel Verlags, das bereits 1907 von Eric Gill entworfen worden war, versehen.
- Geheftete Exemplare (Interimsbroschuren)

In der Verlagsschrift Die Bücher des Insel-Verlages – Leipzig. Herbst 1920 wurden zunächst neben Pappbänden auch die schon erwähnten gehefteten Exemplare offeriert. Sie erhielten einen dünnen grauen Kartoneinband mit schwarzer Titelei und dem roten Reihensignet. Ihr Format betrug 21,5 × 13 cm, sie waren also größer als die Papp- und Halblederbände. Die Seiten waren ohne Randbeschnitt, mussten also von den Käufern vor dem Lesen erst aufgeschnitten werden. Der schon erwähnte mangelhafte Absatz hatte zur Folge, dass die Restbestände schließlich mit als Papp- oder Halblederbände aufgebunden wurden und Bände in dieser Ausgabeform heute nur äußerst selten auftauchen. Bekannt ist neben Stendhals De l’Amour auch der Russkij Parnass. Sie sind wohl aus diesem Grund bei keinem der Reihenbände in der Insel-Bibliographie von Sarkowski von 1970 (1999) oder bei der DNB verzeichnet.
- Pappbände

Die braunen Pappbände schmückt ein grüner Kopfschnitt, und sie wurden mit einer schwarzen Einbandtitelei versehen. Sie tragen auf dem Vorderdeckel neben dem Titel, der auf dem Buchrücken nebst Reihenbezeichnung wiederholt wird, ein speziell für diese Reihe von Walter Tiemann entworfenes Verlagssignet mit dem verlagstypischen Inselschiff und dem Schriftzug „BIBLIOTHECA MUNDI“. Ihre Kapitale waren pergamentverstärkt. Sie erhielten grüne Schutzumschläge, die auf der Vorderseite den Titel, das Reihensignet und Werkhinweise tragen. Auf der Rückseite sind die lieferbaren Titel dieser Reihe und von „Libri Librorum“ sowie auf den Klappentexten von „Pandora“ gelistet. Die Bände wurden teilweise in einem unbedruckten Pappschuber ausgeliefert. Da die Schutzumschläge auf äußerst dünnem und damit empfindlichem Papier hergestellt wurden, gingen sie recht schnell kaputt und dadurch zum weit überwiegenden Teil verloren.
- Leineneinband

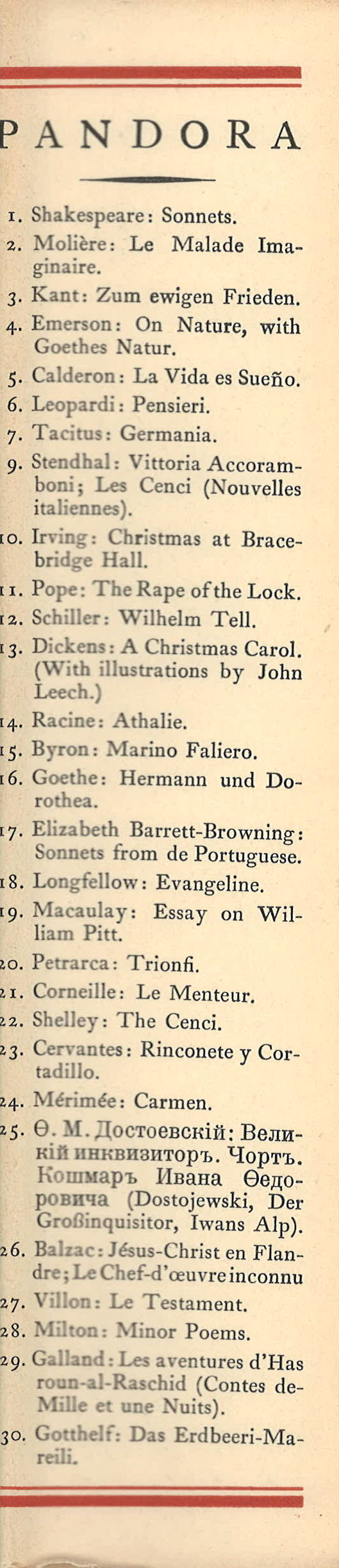
Klappentext (vorn)

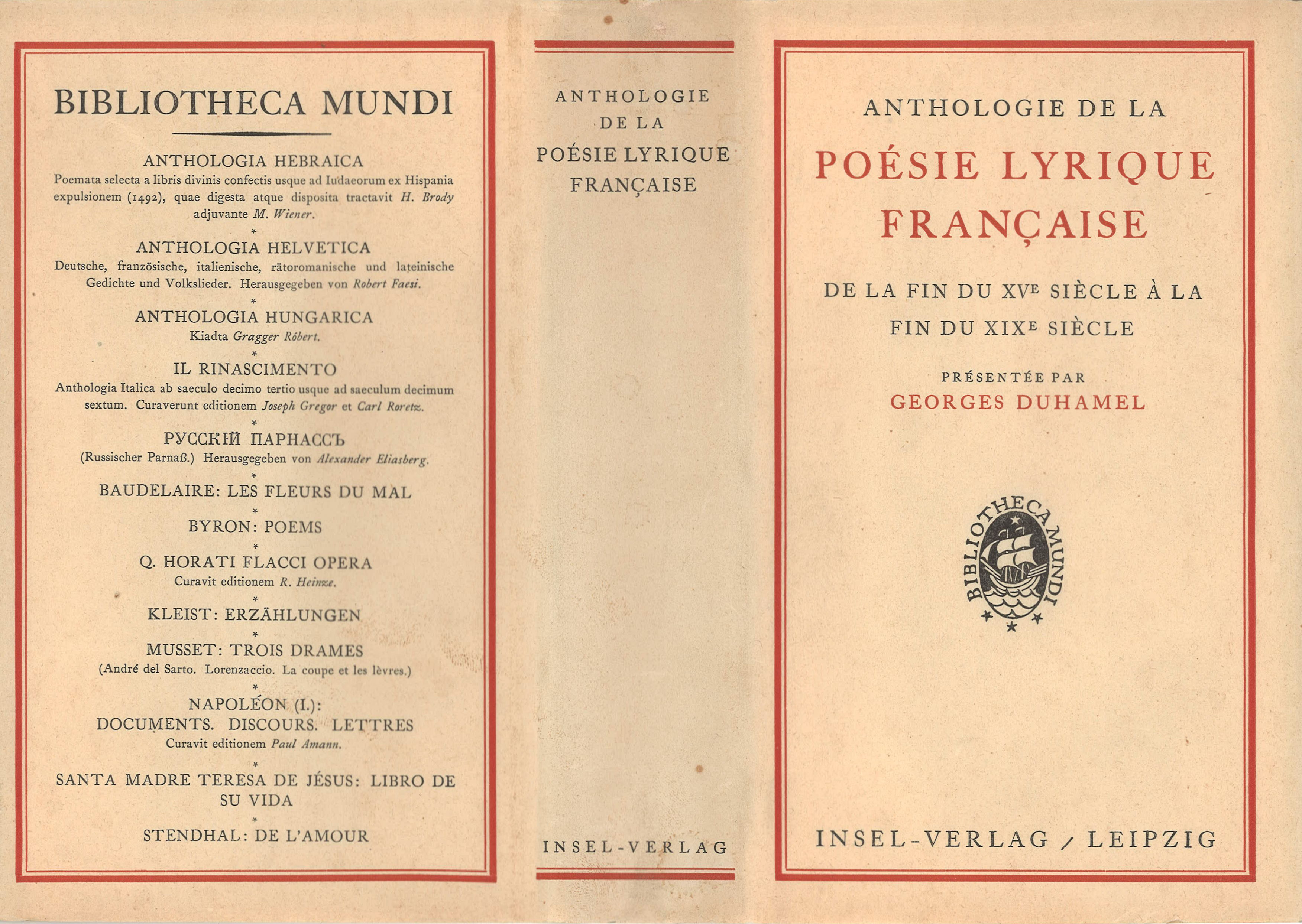
Schutzumschlag in geänderten Farben

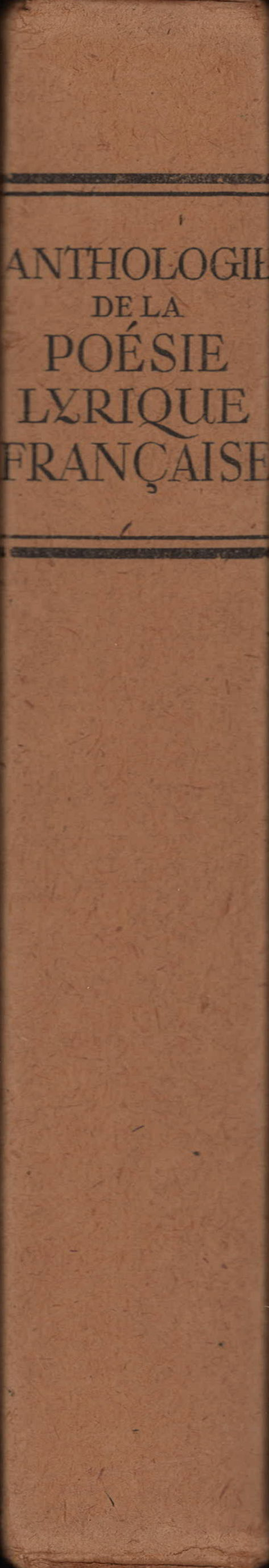
Schuber

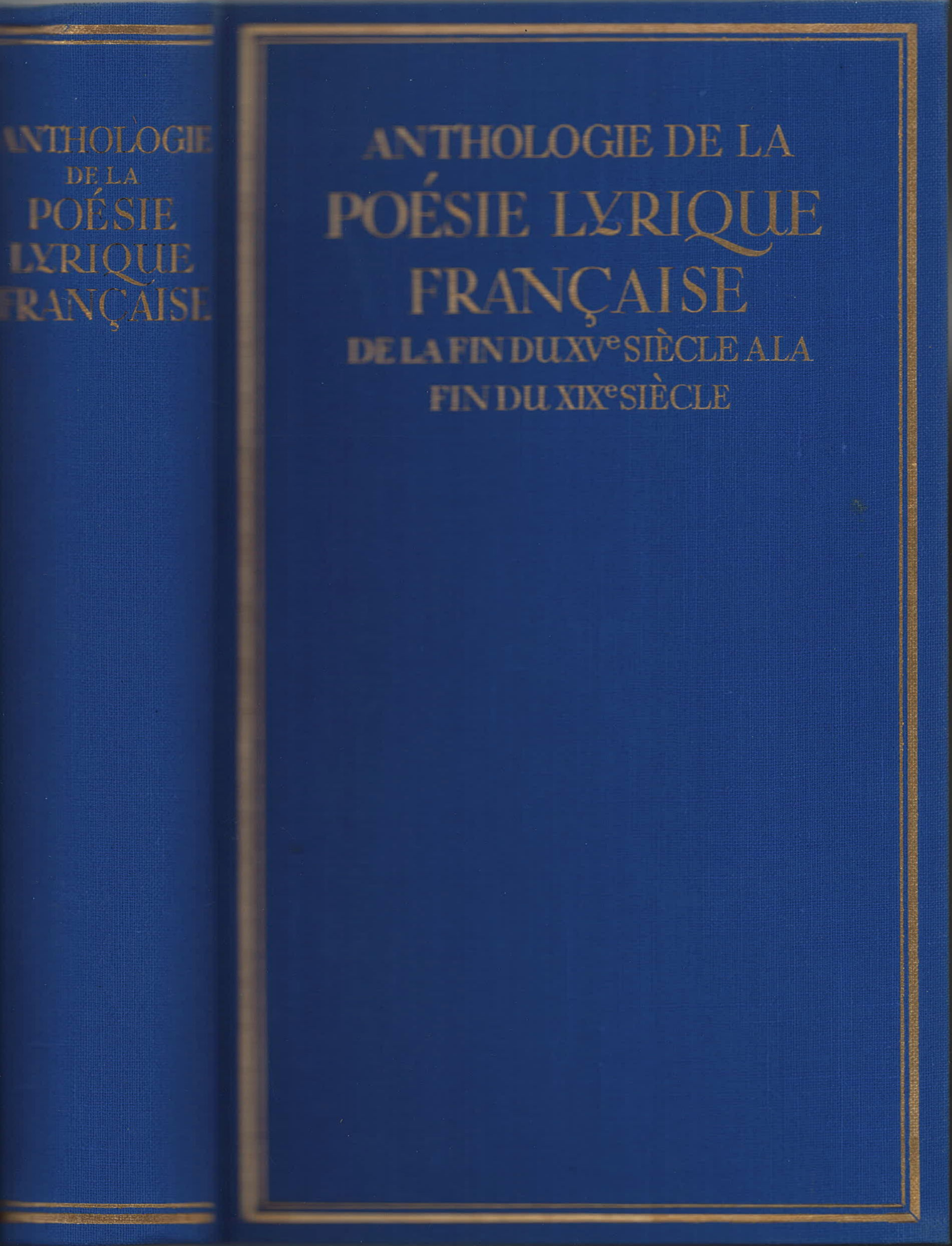
Duhamel (Hrsg.): Anthologie de la poésie, Ganzleineneinband (1923 [1924])

Nur bei der als letztem Band erschienenen „Anthologie de la poésie lyrique française“ gab es als zusätzliche Einbandvariante einen blauen Leineneinband mit goldgeprägtem Deckel- und Rückentitel sowie einem gelben Kopfschnitt. Diese Ausstattungsvariante wurde mit einem neu gestalteten Schutzumschlag und teilweise auch in einem mit der Titelei bedruckten Pappschuber ausgeliefert.
- Halblederbände

Die braunen Halblederbände wurden mit blauem Marmorpapier und einem Kopfgoldschnitt versehen. Die Einbanddecken sind lederverstärkt, und der Buchrücken weist 5 unechte Bünde mit Angabe des Autors und Titels im goldenen Prägedruck aus. Schutzumschläge gab es hier nicht.
- Sonderaufbindungen der Kleist-Ausgabe

Von Kleists Erzählungen liegt eine zeitlich nicht näher bestimmbare Restbinderate mit einem goldverzierten Halblederrücken und – abweichend von der Reihenausgabe – marmorierten Buchdeckeln sowie einem umlaufenden gelben Farbschnitt vor. Einige Exemplare wurden auch mit identischem Muster in Halbpergament und braunen, blauen oder schwarzen Buchdeckeln aufgebunden, wobei hier jedoch nur ein Kopffarbschnitt vorhanden ist. Lediglich am Schmutztitel mit der Reihenbezeichnung ist in beiden Fällen erkennbar, dass der Buchblock aus dieser Reihe stammt. Aus den Verlagsverzeichnissen geht keine gesonderte Ausgabe des Kleist-Bands außerhalb der Reihe hervor.

### Tabelle der Reihentitel
| Autor                                                                 | Titel | Schutzumschlag (Broschur) | Sprache                                                  | Auflagen                                                         | Druckerei          | Seiten                     | Texte (Digit.) |
| --------------------------------------------------------------------- | --- | ------------------------- | -------------------------------------------------------- | ---------------------------------------------------------------- | ------------------ | -------------------------- | -------------- |
| Heinrich Brody, Meir Wiener (Herausgeber)                             | Anthologia Hebraica. Poemata selecta a libris divinis confectis usque ad Judaeorum ex Hispania expulsionem (A. MCCCCXCII [1492]) quae digesta atque disposita tractavit H. Brody, adjuvante M. Wiener (Hebräische Anthologie) |                           | Hebräisch                                                | MDCCCCXXII [1922]: 1.–5. MDCCCCXXIII [1923]: 6.–9., durchgesehen | W. Drugulin        | 311                        | 1922           |
| Robert Faesi (Auswahl / Nachwort)                                     | Anthologia Helvetica. Deutsche, französische, italienische, rätoromanische und lateinische Gedichte und Volkslieder |                           | Deutsch, Französisch, Italienisch, Rätoromanisch, Latein | 1921: 1.–5.                                                      | Spamer             | 352                        |                |
| Róbert Gragger (Herausgeber)                                          | Anthologia Hungarica [Magyar Anthologia. Kiadta Gragger Róbert] (Ungarische Anthologie, herausgegeben von Róbert Gragger) |                           | Ungarisch                                                | 1922: 1.–3.                                                      | Spamer             | 323                        |                |
| Georges Duhamel (Herausgeber / Vorwort)                               | Anthologie de la poésie lyrique française de la fin du XVe siècle à la fin du XIXe siècle (Anthologie französischer Lyrik vom Ende des 15. bis zum Ende des 19. Jahrhunderts)                                                 |                           | Französisch                                              | 1923 [recte: 1924]: 1.–5.                                        | W. Drugulin        | 531 Vorwort: XXXVIII       |                |
| Charles Baudelaire                                                    | Les fleurs du mal (Die Blumen des Bösen) |                           | Französisch                                              | [1920]: 1.–5.                                                    | W. Drugulin        | 293 Porträt                |                |
| Charles Baudelaire                                                    | Les fleurs du mal |                           | Französisch                                              | 1923: 6.–10. (Um Inhaltsverzeichnis erweitert)                   | W. Drugulin        | 310 Porträt                |                |
| Lord Byron                                                            | Poems (Gedichte) |                           | Englisch                                                 | 1921: 1.–5.                                                      | W. Drugulin        | 328                        |                |
| Horaz (Curavit Editionem R. Heinze)                                   | Q. Horatii Flacci Opera (Horaz’ Werke) |                           | Latein                                                   | MCMXXI [1921]: 1.–5.                                             | Breitkopf & Härtel | 288                        |                |
| Heinrich von Kleist                                                   | Erzählungen |                           | Deutsch                                                  | [1920]: 1.–5.                                                    | Spamer             | 358 (2)                    |                |
| Alfred de Musset                                                      | Trois Drames / André del Sarto. Lorenzaccio. La Coupe et les lèvres (Drei Dramen: André del Sarto. Lorenzaccio. La Coupe et les lèvres)                                                                                       |                           | Französisch                                              | 1920: 1.–5.                                                      | Spamer             | 333                        |                |
| Napoléon [Bonaparte] (Curavit editionem Paul Amann)                   | Documents / Discours / Lettres (Dokumente / Reden / Briefe) |                           | Französisch                                              | 1921: 1.–5.                                                      | Spamer             | 320                        |                |
| [Diverse Autoren] (Curaverunt editionem Joseph Gregor et Carl Roretz) | Il Rinascimento. Anthologia Italica ab saecolo decimo tertio usque ad saeculum decimum sextum (Die Renaissance. Italienische Anthologie vom 13. bis zum 16. Jahrhundert)                                                      |                           | Italienisch                                              | 1923: 1.–5.                                                      | Spamer             | 311                        |                |
| Alexander Eliasberg, David Eliasberg (Herausgeber)                    | Русскiй Пapнaccъ. Cоставили Александръ и Давидъ Элiйaсъбергъ (Russischer Parnass) |                           | Russisch                                                 | [1920]: 1.–5.                                                    | Spamer             | 328 (2) Errata-Seite [331] |                |
| Alexander Eliasberg, David Eliasberg (Herausgeber)                    | Русскiй Пapнaccъ. Cоставили Александръ и Давидъ Элiйaсъбергъ |                           | Russisch                                                 | [1922]: 6.–9. (revidiert)                                        | Spamer             | 328 (2)                    |                |
| Frédéric de Stendhal (Henry Beyle) (Emendavit Arthur Schurig)         | De l’Amour (Von der Liebe) |                           | Französisch                                              | MCMXX [1920]: 1.–5.                                              | Spamer             | 393                        |                |
| Santa Madre Teresa de Jésus                                           | Libro de su vida (Buch meines Lebens) |                           | Spanisch                                                 | 1921: 1.–5.                                                      | Breitkopf & Härtel | 309                        |                |

## Verlagswerbung für die Reihe
Die von Kippenberg befürchtete längerfristige Bezugsbeschränkung bei ausländischer Literatur aufgrund von Devisenmangel war mit dem Ende der Inflation im November 1923 wieder aufgehoben. Damit war einer auch nur mittelfristigen Fortsetzung der Reihe die wirtschaftliche Grundlage entzogen; sie wurde ausverkauft. Das Erscheinen der Bände lässt sich recht gut an den vom Verlag zum Einsatz gebrachten Werbemitteln ablesen, in denen das Erscheinen neuer und die Lieferbarkeit bereits erschienener Titel angegeben ist.
Bislang sind nur für den russischsprachigen Band „Russkij Parnass“ zwei besondere Prospekte in der Originalsprache bekannt geworden. Der zuerst, wahrscheinlich Ende 1920 erschienene weist auf das für Frühjahr 1921 geplante Erscheinen des Bandes von Dostojewski: „Schuld und Sühne“ aus der Reihe Libri Librorum hin. Der zweite Prospekt von 1921 listet diesen Band als schon erschienen und zusätzlich noch sämtliche fünf russischen Titel in der Pandora-Reihe auf. Alle übrigen Prospekte für diese Reihe sind nur auf Deutsch erschienen.
Der Prospekt „Editiones Insulae“ von 1920 (IV 41?) listete neben den 40 Pandora-Titeln auch die ersten 7 Bände der „Bibliotheca Mundi“ auf. Die im Folgejahr aufgelegten Prospekte „Editiones Insulae“ (I.V. 438) und „Orbis Literarum“ (I.V. 439) weisen neben der nun vollständigen Pandora-Reihe von 52 Bänden und den fünf erschienenen Libri Librorum schon 11 Werke der „Bibliotheca Mundi“ aus. Ein Titel mehr ist beim späteren „Orbis Literarum“ (I.V. 449) für diese Reihe zu finden. Es fehlen nur Duhamels Anthologie de la poésie lyrique française, und „Il Risorgimento“, die erst nach Drucklegung des Prospekts 1923 erschienen sind und deshalb noch nicht beworben wurden. Aber sogar noch im „Weihnachtsverzeichnis 1924“, das nun fast alle 14 BM unter der Rubrik „Fremdsprachige Ausgaben“ versammelt, fehlt der Band von Duhamel, obwohl sein offizielles Ausgabejahr 1923 schon längst passiert war. Schließlich taucht er dann doch noch 1924 auf – im „Verzeichnis aller Veröffentlichungen des Insel-Verlags 1899-1924“ (S. 108 f.), das am 1. Oktober 1924 abgeschlossen wurde, allerdings mit dem Erscheinungsjahr 1924. Zu Weihnachten 1927 (I.V. 536) fehlen im Gesamtprogramm die schon vergriffenen Titel „Anthologia Hungarica“ und Kleists „Erzählungen“. Zu Weihnachten 1928 hat sich der Lagerbestand dann auf nur noch zwei Bände drastisch reduziert: Duhamels Anthologie und die Anthologia Hebraica. Sie waren nun schon nicht mehr unter ihrem Reihennamen zusammengefasst, sondern fanden sich in der alphabetischen Autorenliste ohne Reihenangabe wieder. Im Frühjahr 1930 war dann kein Titel dieser Reihe mehr lieferbar, wie das entsprechende Gesamtverzeichnis des Verlages ausweist.

Werbung des Insel Verlags für die „Bibliotheca Mundi“ insgesamt von 1920 bis 1925
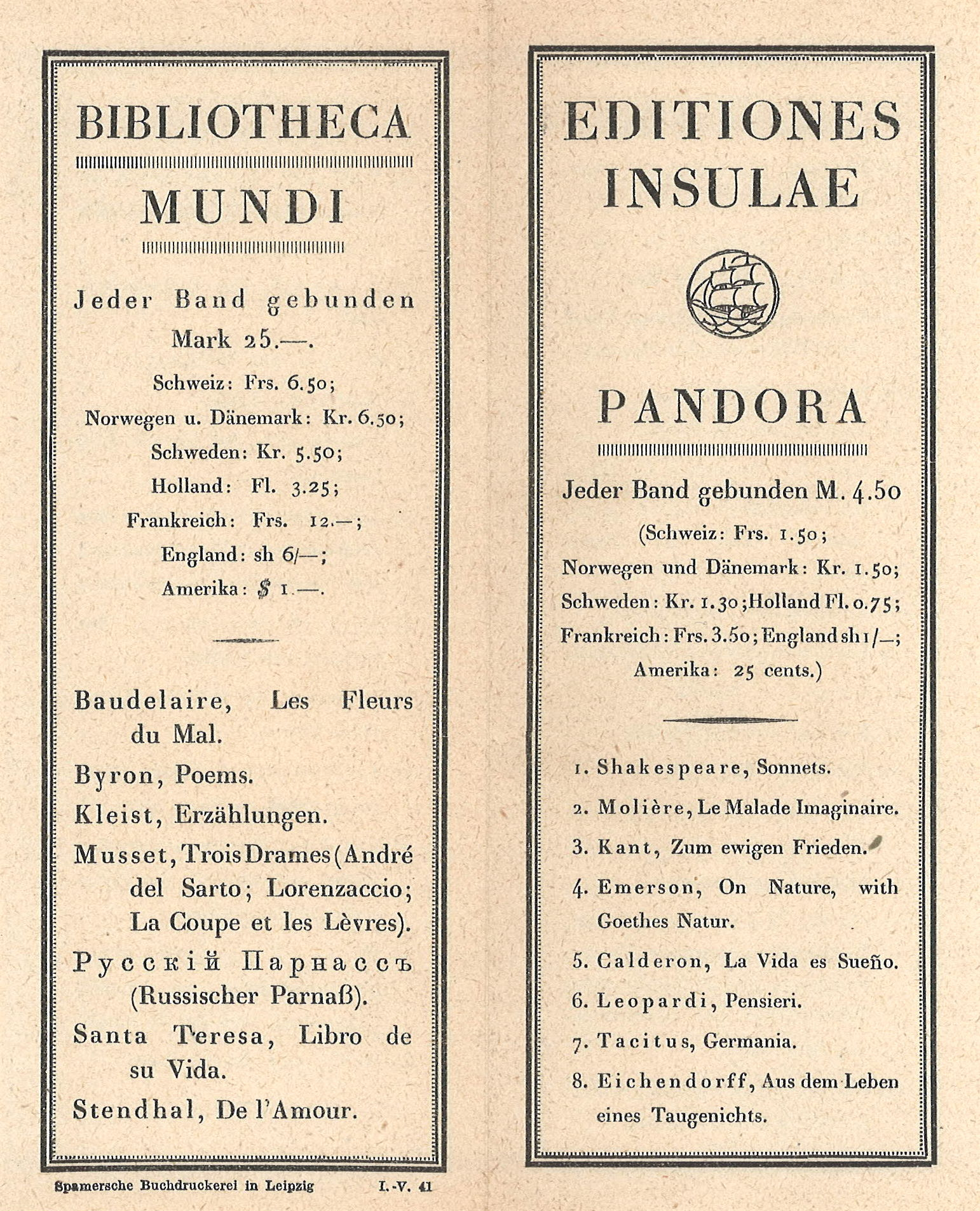
„Editiones Insulae“, Erste Lieferung mit 7 Reihentiteln (I.V. 41?, 1920)
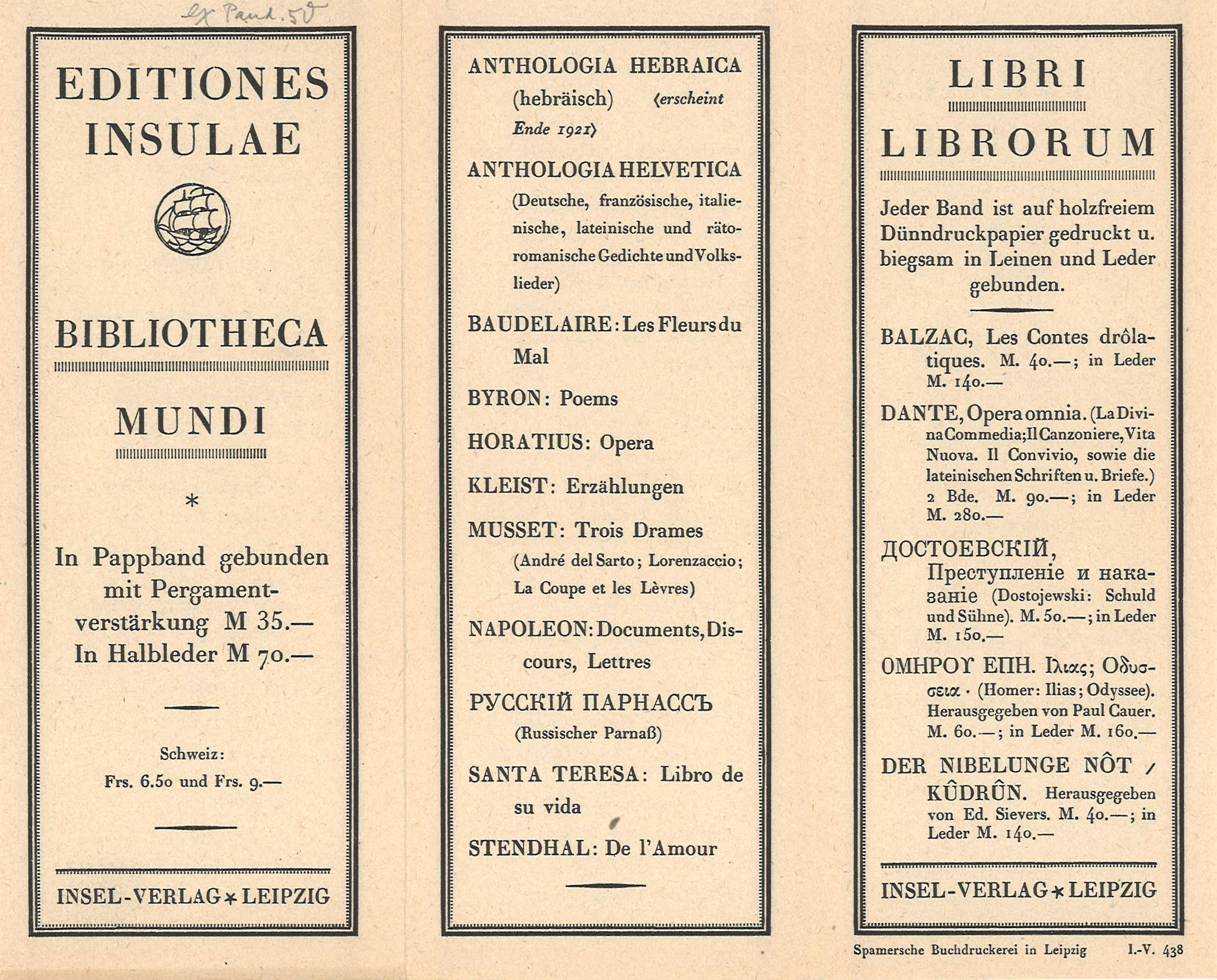
„Editiones Insulae“ mit 11 Reihentiteln (I.V. 438, 1920)
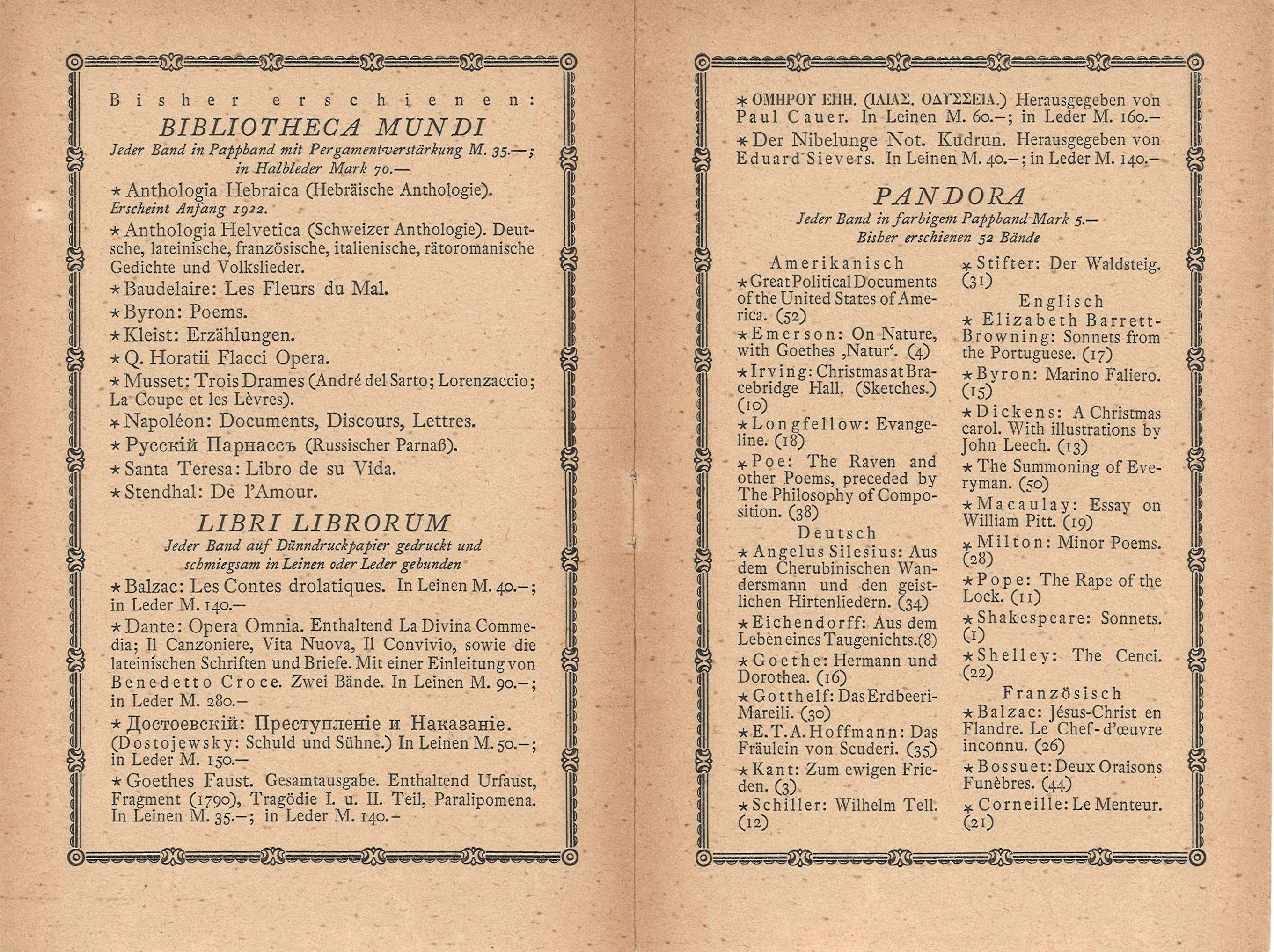
„Orbis Literarum“ mit 11 Reihentiteln (I.V. 439, 1921)
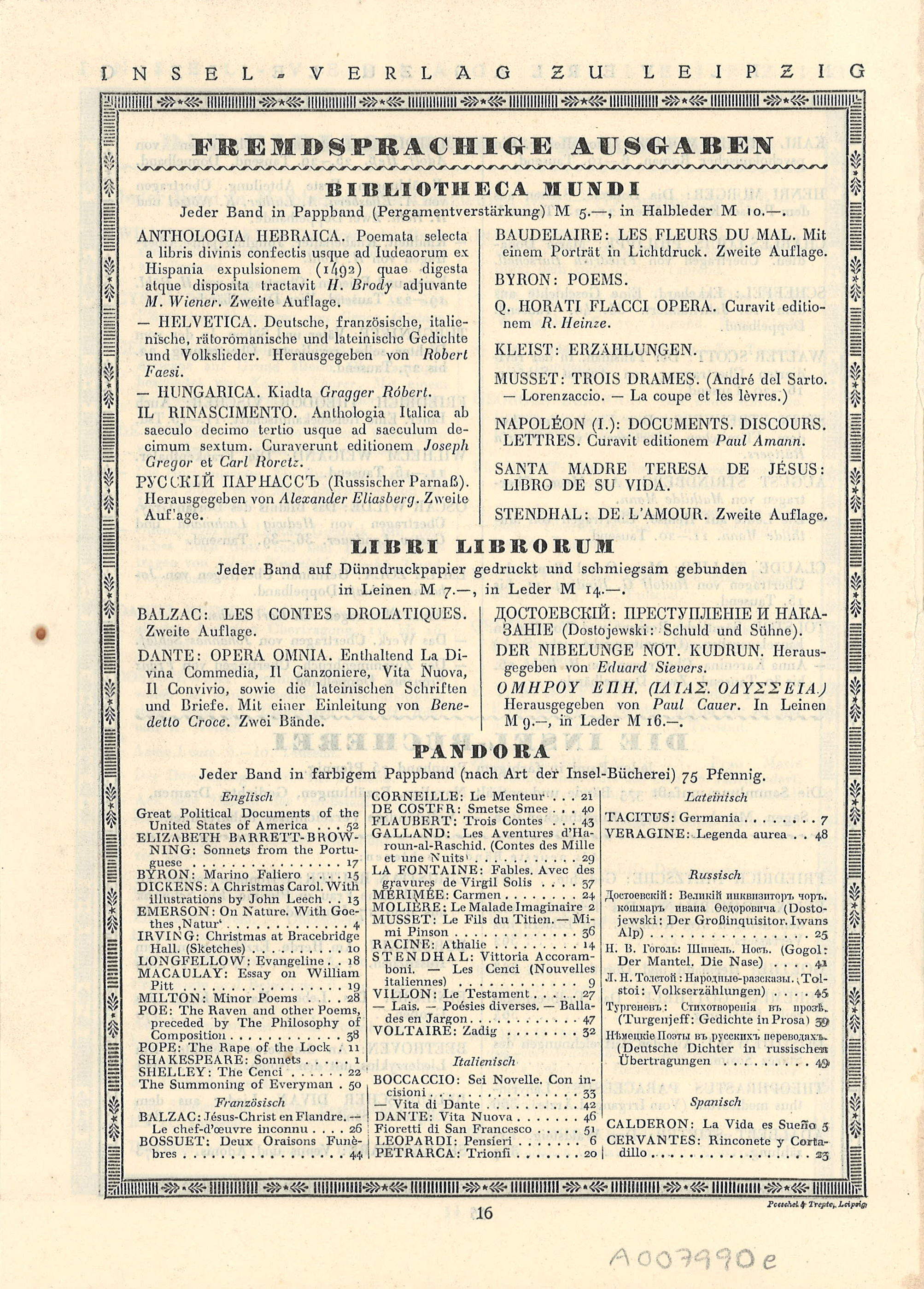
„Weihnachtsverzeichnis 1924“ mit 13 Reihentiteln
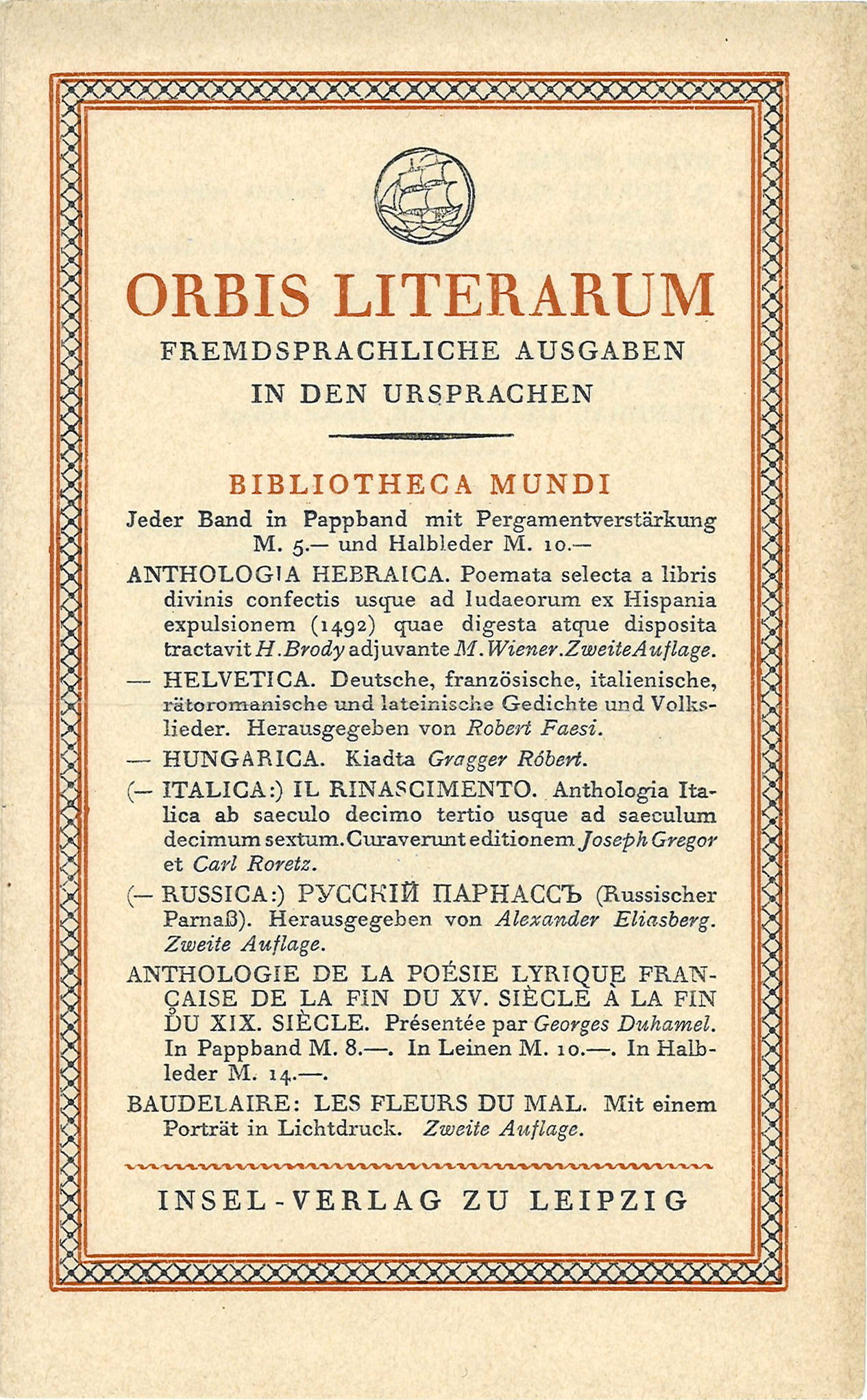
„Orbis Literarum“ (S. 1) mit 13 Reihentiteln (I.V. oN, 1925)
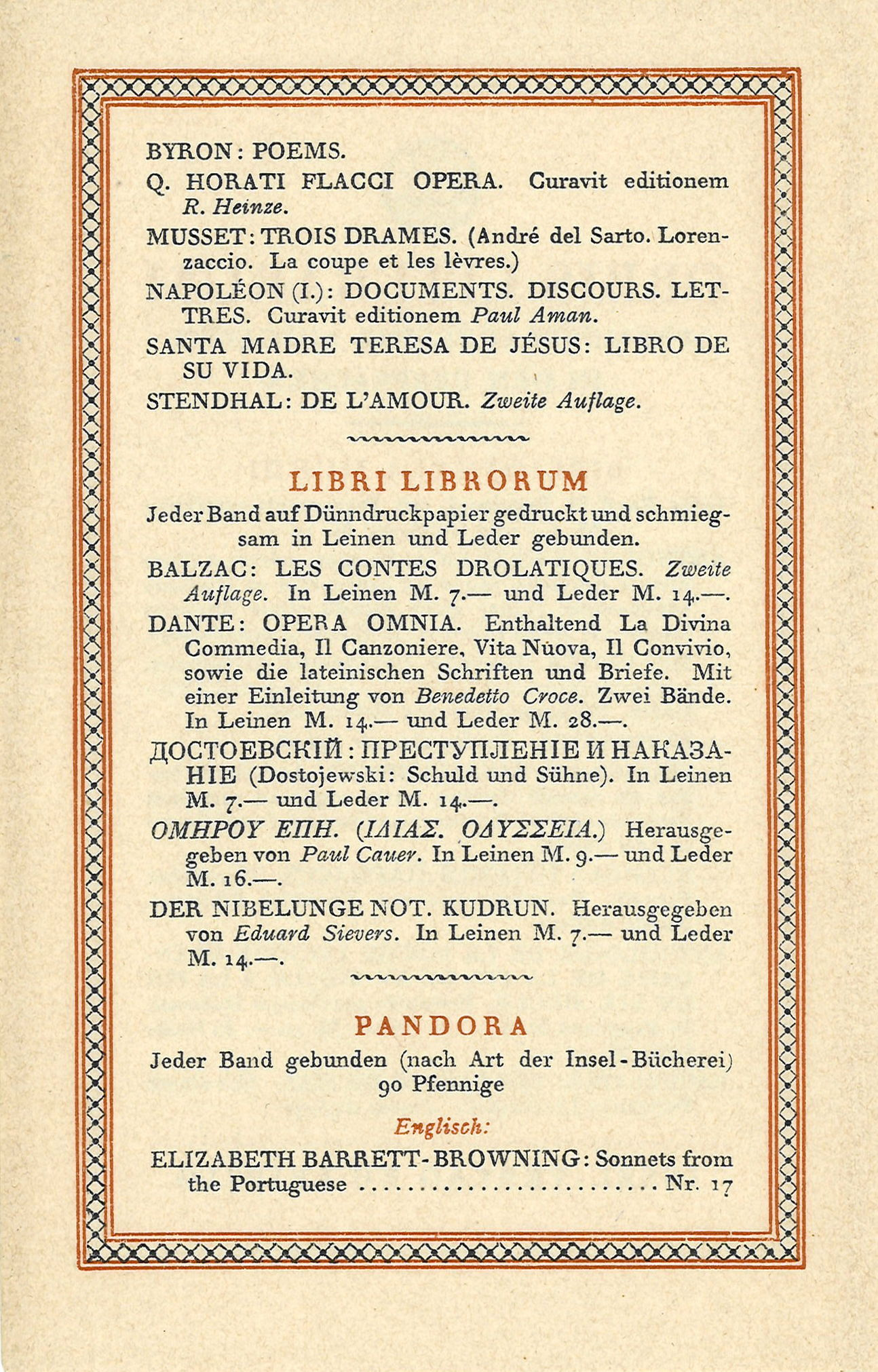
„Orbis Literarum“ (S. 2) mit 13 Reihentiteln (I.V. oN, 1925)

Zwei Sonderprospekte sind in russischer Sprache für den „Russischen Parnass“ und alle originalrussischen Titel erschienen; von anderssprachigen Ausgaben sind diese nicht bekannt.